# 데버러 시커
데버라 시커(Deborah Theaker, 1964년 4월 6일 ~ )는 캐나다의 배우, 각본가, 영화 제작자이다.
무스조에서 태어났다.

## 영화
- 이미그런트 (2012년) - 재키 역
- 제랄드 (2010년) - 어머니 역
- 내 남자친구의 죽은 여자친구를 퇴치하는 법 (2008년)
- 팻 걸스 (2006년)
- 포 유어 컨시더레이션 (2006년)
- 크루얼 벗 네시서리 (2005년)
- 레모니 스니켓의 위험한 대결 (2004년)
- 마이티 윈드 (2003년)
- 노 브레인 레이스 (2001년)
- 거프만을 기다리며 (1996년)
- 매드니스 (1995년)